# 酃县华溪蟹
酃县华溪蟹（学名：Sinopotamon lingxianens）为溪蟹科华溪蟹属的动物。在中国大陆，分布于湖南等地，多栖息于海拔500米左右的山区溪流石块下。